# Василіс Папазахос
Васіліс Папазахос (грец. Βασίλης Παπαζάχος; 30 вересня 1929 — 10 листопада 2022) — грецький сейсмолог.

## Біографія
Народився 30 вересня 1929 року у селі Смоково (периферійна одиниця Кардиця). Вивчав фізику в Афінському університеті у Греції. Отримав ступінь магістра геофізики в Університеті Сент-Луїсу (1963) і доктора сейсмології в Афінському університеті (1961). Займався геофізикою як асистент професора Ангелоса Галанопулоса (1955—1956), згодом перейшов до Інституту геодинаміки Афінської національної обсерваторії (1956—1977). Пізніше став професором сейсмології в Університеті Аристотеля (1977—1998), де досі працює як професор-емерит.
Через високу сейсмогенічність Греції, Папазахос та інші сейсмологи завжди привертають до себе увагу громадськості. Виступав опонентом Панайотіса Варотсоса та VAN-методу передбачення землетрусів, який він назвав «найбільшим науковим жартом століття».
Активний політичний діяч, прихильник лівих сил. Отримав пропозицію від Комуністичної партії Греції балотуватися на виборах мера Салонік[коли?], однак відмовився. Пізніше балотувався у рідному місті за підтримки радикальної лівої партії Сінаспізмос.
Помер 10 листопада 2022 року у 93-річному віці.